# Sebastián Miñano
Sebastián de Miñano y Bedoya (Becerril de Campos, 20 de enero de 1779-Bayona, 6 de febrero de 1845) fue un escritor, periodista, geógrafo, historiador y político afrancesado español.
El estilo literario de Miñano, muy cuidado, se caracteriza por una fina ironía y una particular predilección por el oxímoron. El hispanista francés Claude Morange ha estudiado a fondo su vida y editado la parte más representativa de su obra periodística.

## Biografía

### Primeros años
De orígenes hidalgos, su familia paterna provenía de Corella, Navarra, donde estaba el mayorazgo. A mediados del siglo XVIII el abuelo paterno, Baltasar de Miñano, ocupó en Valladolid el cargo de tesorero de rentas. El padre, Andrés de Miñano y Las Casas (1756-1811), estudió leyes en Valladolid y casó en 1775 en Becerril con Margarita de Bedoya, de familia asentada en Tierra de Campos. Andrés Miñano fue corregidor de Becerril y de Trujillo. Le nombraron luego oidor de Canarias pero no llegó a desempeñar el cargo. Era un hombre cultivado, de tendencia claramente ilustrada, que ejerció una influencia determinante sobre su hijo, el futuro escritor. En 1791 colocó a su hijo en el seminario de Palencia, donde estuvo hasta 1794, cuando va a estudiar leyes en la universidad de Salamanca. 
En 1795, Miñano se trasladó a Toledo. Allí su padre había conseguido que entrara, como familiar del ilustrado cardenal Francisco de Lorenzana, para ejercer de ayo del nieto de Carlos III, el infante Luis María de Borbón y Vallabriga. Vivió en Toledo tres años y medio, que aprovechó para terminar sus estudios jurídicos. Luego marchó a Sevilla acompañando al infante, que había sido nombrado arzobispo de la metrópoli andaluza. Pero al poco, el infante fue nombrado arzobispo de Toledo (1800), y Miñano vuelve con él a esa ciudad. 
Cuando en 1801 cae Urquijo, la Inquisición, a la búsqueda de disidentes, le procesa cuando es denunciado por ser un presunto jansenista. Eso no impidió que fuera nombrado subdiácono en 1802 y recibir a propuesta del cardenal una ración de la catedral de Sevilla. Entre 1801 y 1804 se ocupó de los asuntos del cardenal Luis María de Borbón en la Corte. En 1804 el cabildo sevillano le nombró su diputado de negocios en la Corte. En agosto del mismo año recibió orden de regresar a Sevilla, de donde no se movió hasta la llegada de los invasores franceses. En esa ciudad trabó amistad con Alberto Lista, Félix José Reinoso, José María Blanco White, Cea Bermúdez, etcétera. 

### Guerra de la Independencia (1808-1814)
Después del motín de Aranjuez (1808) le enviaron a la Corte para que felicitase al nuevo rey, y allí presenció el levantamiento del dos de mayo. En Sevilla, su padre fue nombrado miembro de la Junta Suprema. La Junta encargó a Andrés Miñano, entre otras, la comisión de relaciones con Castaños, con quien fue a Madrid (agosto de 1808) tras la victoria de Bailén. Sebastián acompañó a su padre como secretario. En la primera fase de la guerra, Sebastián se comprometió al lado de su padre en la lucha patriótica. La campaña de Napoleón en España, les obligó a volver a Sevilla. Al entrar los franceses en Sevilla Miñano optó por ser colaboracionista. No sólo reconoció a José I sino que se convirtió en consejero áulico. Formó parte de los que escogieron el camino de la colaboración. Se sabe muy poco sobre su actitud y sus convicciones en los dos años y medio que duró la ocupación de la ciudad. Es un hecho indiscutible su afrancesamiento, aunque le quita importancia en su autobiografía de 1840 cuando cuenta que había intentado resistir las presiones de Soult, y que había estado en prisión 42 días, hecho del que no hay prueba documental. En esa época se afilió a la masonería, de la que abjuró a su regreso del exilio. Reconquistada Sevilla, siguió al ejército de Soult en su retirada. 
Tras la derrota francesa, se exilió a Francia. Llegó a Bayona en marzo de 1813 y a París el mes siguiente. Volvió a Bayona en julio, pero fue por poco tiempo porque. Visto el progreso de las tropas anglo-españolas decidió trasladarse a Burdeos, primero, y luego a Angulema. 

### Sexenio absolutista (1814-1820)
En el exilio conoció a Agustina Francisca Montel de Ochoa, esposa de un oficial español que había caído prisionero en el sitio de San Sebastián, relación que Miñano apenas trató de ocultar, escándalo que le acompañó hasta el final de sus días. Agustina fue madre de Eugenio de Ochoa, conocido literato y erudito de la generación romántica.
En 1815 el tribunal eclesiástico de Sevilla abrió expediente a Miñano por ser afrancesado, y en marzo de 1817 se le declaró "purificado". Pero ya a finales de 1816 estaba en España. Por entonces empieza a dedicarse a tareas literarias, empezando por la traducción del Compendio histórico de las revoluciones del ideólogo Cabanis, que terminó en 1818 pero solo pudo publicarse en 1820. 

### Trienio Liberal (1820-1823)
En 1820 publicó algunos artículos en El Constitucional y, ya secularizado, durante el Trienio Liberal, colaboró en los 102 números de El Censor (probablemente la revista intelectual más importante de esta época) junto a Alberto Lista y José Mamerto Gómez Hermosilla. Publicó por entonces los diez folletos que constituyen su obra más famosa Lamentos políticos de un pobrecito holgazán (1820), uno de los grandes éxitos del periodismo satírico y anticlerical de la época, donde mezcla el costumbrismo con la crítica al clero y al Antiguo Régimen, mostrándose de esta manera como un liberal convencido. Son también de 1820 las cinco Cartas de don Justo Balanza al Pobrecito Holgazán, una especie de continuación de los Lamentos. De 1821 son las dieciocho Cartas del madrileño a un amigo suyo de provincias (preludiando claramente ya el luego floreciente "casticismo madrileño" de los autores románticos, esta serie y la anterior publicadas por entregas en El Censor (1820-1822). También colaboró en El Imparcial, que dirigía su amigo, el también afrancesado Francisco Javier de Burgos. 
Poco a poco fue desengañándose del liberalismo veinteno, sobre todo al ver la restrictiva amnistía contra los josefinos, pero también por las denuncias que tuvo que afrontar sobre algunos de sus artículos, una de las cuales le valió una condena a un año de prisión; incluso sus enemigos imprimieron un libelo, Vida, virtudes y milagros del Pobrecito Holgazán, en donde se sacaban a relucir los trapos sucios de su escandalosa vida; en fin, terminó por ser partidario del absolutismo fernandino. Desde marzo a julio de 1823 publicó diversos folletos contra los liberales. 

### Década Ominosa (1823-1833)
Tras el fin del Trienio prefirió exiliarse porque había absolutistas que no perdonaban su antigua militancia liberal. En París publicó anónima su Histoire de la révolution d'Espagne de 1820 a 1823, donde refleja el desengaño de la revolución española, pero también escrito con la intención de que le dejen regresar; tras varios intentos, logra permiso en 1824. La edición de su monumental Diccionario geográfico y estadístico de España y Portugal (1826-1829), de 11 volúmenes, le sirvió para ganar un sillón en la Academia de la Historia, en 1825. Polemizó sin embargo sobre las insuficiencias de esta obra con el geógrafo Fermín Caballero. 
Bajo la protección de los absolutistas moderados de López Ballesteros, pudo organizar y dirigir la Gaceta de Bayona y La Estafeta de San Sebastián, periódicos destinados a defender los intereses de dicho grupo de presión frente al de Francisco Tadeo Calomarde, inspirador de las soflamas absolutistas de Mariano Carnerero en La Quotidienne. Entre 1828 y 1830 hizo varios viajes a Francia para desempeñar comisiones por orden del Gobierno: negociar empréstitos con el banquero Aguado, vigilar a los emigrados liberales en otoño de 1830...; también hizo extractos de la prensa francesa. 
Fue nombrado director del gabinete geográfico de la Secretaría de Estado. Por entonces anduvo muy bien relacionado con el mundillo diplomático francés, y obtuvo la Legión de Honor en 1828, y en España la Orden de Carlos III (1830). Los calomardinos, sin embargo, instigaron contra él una dura campaña en 1831 utilizando sus "pecados domésticos" y las autoridades eclesiásticas le intimaron a volver a Sevilla. Lograron, por lo menos, que por real orden se suprimiera su puesto de director del gabinete geográfico de la Secretaría de Estado. Por ello decidió fijar su residencia en Bayona, donde había comprado una casa en 1830. 

### Reinado de Isabel II (1833-1845)
Al volver al poder los liberales, Miñano hubo de alejarse de la vida política y se suprimió la comisión que disfrutaba. Volvió a escribir una historia de la revolución de España, que se publicó en francés en 1836, Révolution d'Espagne-Examen critique, ampliándola al año siguiente como Examen critique des révolutions d'Espagne. Publicó también algunos artículos, entre 1837 y 1839, en Le Phare de Bayonne, colaboró con seis artículos en la Revista Enciclopédica de la Civilización Europea de París (1843) y tradujo dos obras históricas de Thiers, entre ellas la Historia de la Revolución Francesa(San Sebastián, 1840-1841, 12 vols.). Durante estos años realizó viajes a Cauterets, Burdeos, Chateau Margaux, aquí para ver al rico banquero Alejandro María Aguado. También volvió a España en 1842 para acompañar a Aguado al viaje que hizo este por Asturias, viaje durante el cual murió el banquero. 
En 1844, viejo y achacoso, vendió sus propiedades en Bayona con la intención de volver a España para establecerse en San Sebastián, y donó sus libros a ese Ayuntamiento para que crease una biblioteca pública. No tuvo tiempo de ver realizado su proyecto y falleció en Bayona el 6 de febrero de 1845.

## "Lamentos políticos de un pobrecito holgazán"
Junto con el Diccionario crítico-burlesco de Bartolomé José Gallardo, la obra de Miñano Lamentos Políticos de un pobrecito holgazán, cuya primera entrega apareció en marzo de 1820 y de la que se llegaron a vender unos 60 000 ejemplares (una cifra extraordinaria para la época), constituye una de las obras clave y más influyentes del anticlericalismo español de la primera mitad del siglo XIX.

En los Lamentos están presentes todas las censuras realizadas al clero español desde fines del siglo XVIII. (...) Los clérigos viven y comen a costa de los trabajadores y son un grave problema social porque se han constituido en el más serio obstáculo para el progreso de la agricultura. La existencia de conventos es uno «de los principales abusos que impiden que la España se ponga al nivel de las primeras naciones de Europa»; los diezmos son «contribución disparatada» que impide la prosperidad de la agricultura, etc. La imagen del clérigo ofrecida por Miñano es el contrapunto del labrador y del propietario. Estos últimos son los pilares de la nación y los únicos capaces de favorecer el progreso; los primeros son simples haraganes que viven como parásitos. Y todo se agrava por la superioridad mostrada por los clérigos. Intentan diferenciarse del pueblo y dominarlo, practicando una moral perniciosa, basada en el sometimiento del individuo y en el desprecio de sus derechos. En boca de un eclesiástico pone las siguientes palabras: «... ninguno que se ríe puede ser querido de Dios, que los hombres necesitan mucho palo y que no poniendo al frente de todas las corporaciones hombres duros y apasionados a obedecerme, el Altar y el Trono corrían un peligro inminente». La superstición, los vicios morales, los comportamientos egoístas de los eclesiásticos, la Inquisición, la exclusividad de la enseñanza de la Teología en detrimento de las ciencias útiles, las falsas vocaciones, son temas permanentes en las once cartas del pobrecito holgazán. Como es lógico, buena parte de los juicios más negativos recaen sobre los regulares. El fraile es «hombre de partido» que escribe folletos y sátiras y calumnia a cuantos se le presentan por delante y se sirve del sermón y del confesionario para defender sus ideas políticas absolutistas. Nada de virtud ni de espíritu religioso y menos aún observancia y sacrificio en frailes y monjes. Las únicas anotaciones favorables las reciben los párrocos, porque «hay entre ellos más liberales de lo que generalmente se cree», aunque esto no es suficiente para paliar la negativa impresión global ofrecida por esta obra. En la carta V presenta esta definición de clérigo, sin más distingos: «... es un lechuzo vestido de negro, con una sotana muy larga, su manteo terciado por debajo del brazo y un sombrerón que se anuncia diez varas delante de la persona».

## Obras
- Cartas del pobrecito holgazán, Madrid: imprenta que fue de García, etc. 1820, colección que reimprime las cartas sueltas; también se publicó con el título Lamentos políticos de un pobrecito holgazán (1820). Reimpreso en VV. AA., Epistolario español: colección de cartas de españoles ilustres antiguos y modernos, Madrid: Rivadeneyra, 1870, II; hay edición moderna: Madrid: Ciencia Nueva, 1968 y en Sátiras y panfletos... 1994 (véase más abajo).
- Carta primera [a quinta] de D. Justo Balanza al Pobrecito Holgazan, Madrid: Imprenta que fue de García, Librería de Paz, 1820.
- Réfutation du pamphlet de M. le Vte de Chateaubriand sur les révolutions d'Espagne, par Don Sébastien Miñano, 1820.
- Histoire de la révolution d'Espagne de 1820 a 1823, par un espagnol témoir oculaire, París: chez JG Dentu, 1824, 2 vols (Historia de la revolución de España de 1820-1823 por un testigo ocular).
- Diccionario geográfico-estadístico de España y Portugal, Madrid: Pierart-Peralta, 1826-1828, 11 vols.; reimpreso en Madrid: Moreno, 1929. Es el más importante hasta la llegada del de Pascual Madoz. Existe ed. moderna digital: Vitoria: Fundación Sancho el Sabio, 2009. Ha sido reimpreso parcialmente muchas veces.
- Contestación del autor del Diccionario geografico-estadistico de España y Portugal a las Observaciones necesarias de D. J. Álvarez. Madrid: Impr. de Pierart-Peralta, 1826.
- Moyens faciles et avantageux de placer des capitaux, ou, Idée succincte de l'état actuel des canaux et des grandes routes de l'Espange, París: C. J. Trouvé, 1824.
- Sátiras y panfletos del Trienio Constitucional (1820-1823). Selección, presentación y notas de Claude Morange, Centro de Estudios Constitucionales («Clásicos del pensamiento político y constitucional español», 22), Madrid 1994.
- Révolution d'Espagne-Examen critique 1820-1836, París, 1836.
- Examen critique des révolutions d'Espagne de 1820 à 1823 et 1836, París, 1837, dos vols..